# 林伦伟
林伦伟（葡萄牙語：Lam Lon Wai，1975年—），男，汉族，中华人民共和国政治人物。现任第六、七屆澳門特別行政區立法會間選議員，澳门工会联合总会副会长，澳门职工教育协进会理事长。第十四届全国政协委员。